# آدم وليامز
آدم وليامز (بالإنجليزية: Adam Williams)‏ هو ضابط وممثل أمريكي، ولد في 26 نوفمبر 1922 بوول ليك في الولايات المتحدة، وتوفي في 4 ديسمبر 2006 بلوس أنجلوس في الولايات المتحدة بسبب لمفوما. من الجوائز التي نالها صليب البحرية.

## أعمال

### أفلام
- (1959) شمالا إلى الشمال الغربي

## جوائز
- صليب البحرية

## وصلات خارجية
- آدم وليامز على موقع IMDb (الإنجليزية)
- آدم وليامز على موقع تيرنر كلاسيك موفيز (الإنجليزية)
- آدم وليامز على موقع أول موفي (الإنجليزية)
- آدم وليامز على موقع قاعدة بيانات الفيلم (الإنجليزية)